# 사티야메바 자야테

인도의 국장에는 사티야메바 자야테라는 문구가 포함되어 있다.

사티야메바 자야테(힌디어: सत्यमेव जयते lit.  진리만이 승리한다)는 힌두교 경전인 문다카 우파니샤드에 나오는 만트라의 일부이다. 인도가 독립한 이후 공화국이 된 날인 1950년 1월 26일에 인도의 나라 표어로 채택되었다. 그것은 아소카의 사자주두의 바닥에 있는 데바나가리 문자에 새겨져 있고 인도 국가 상징의 필수적인 부분을 형성한다. 모든 인도 루피와 국가 문서의 한 면에는 휘장과 "사티아메바 자야테"라는 단어가 새겨져 있다.

## 기원
모토의 유래는 문다카 우파니샤드의 만트라 3.1.6이다. 만트라는 다음과 같다.
데바나가리 문자
सत्यमेव जयते नानृतं सत्येन पन्था विततो देवयानः।

येनाक्रमन्त्यृषयो ह्याप्तकामा यत्र तत् सत्यस्य परमं निधानम्॥
음역
사티야메바 자야테 난르탐

사티예나 판타 비타토 데바야나흐

예나카라만트르사요 히야프타카마

야트라 타트 사티야스야 파라맘 니다맘
번역
거짓이 아닌 진리만이 승리한다.

진리를 통해 신성한 길이 펼쳐지고

욕망을 완전히 성취한 성현들이

진리라는 최고의 보물이 있는 곳에 도달할 수 있다.

## 대중적인 의미
인기 있는 의미는 다음과 같다.
- '진리는 무적이다'
- '거짓이 아니라 진리만이 승리한다'
- '거짓이 아닌 진실이 이긴다'[6]
- 'Veritas Vincit'는 라틴어로 직역한 것이다.
- '진리만이 이긴다, 거짓이 아니라'[7]
- '진실만이 승리한다, 신성한 법에 어긋나는 것이 아니다

이 슬로건은 1918년 판디트 마단 모한 말라비야가 인도 국민회회 의장으로 4번의 임기 중 두 번째 임기를 수행할 때 대중화되어 국가 어휘집에 포함되었다.